# Mitsutarō Fuku
Mitsutarō Fuku (福 光太郎, Fuku Mitsutarō) (1898-1965) est un photographe japonais.

## Biographie
En 1922, Mitsutarō Fuku se rend à Seattle, aux États-Unis, où il travaille dans le secteur de la confection. Au milieu des années 1930, il est très actif à la fois dans la présentation de ses photographies à divers salons et dans les cercles photographiques à Seattle, où il tient également eu une exposition personnelle en 1935. Il revient au Japon en 1936 et l'année suivante organise une exposition personnelle dans les grands magasins Mitsukoshi. À partir de 1940, il enseigne la photographie à l'université Nihon pendant un an. Après la Seconde Guerre mondiale, Fuku dirige un studio de photographie commerciale installé dans le quartier de Kyōbashi, à Tokyo.